# 아이언 지어링
아이언 지어링(Ian Ziering, 1964년 3월 30일 ~ )은 미국의 배우이다.

## 출연 작품
- 샤크 쓰나미 (2018)
- 인투 더 샤크스톰 (2017)
- 허리케인 샤크네이도 (2016)
- 샤크네이도 스톰 (2015)
- 샤크스톰2: 샤크네이도 (2014)
- 샤크 스톰 (2013)
- 매케나 슈트 포 더 스타스 (2012)
- 댓츠 마이 보이 (2012)
- 내셔널 람푼: 못말리는 전설의 막시무스 (2011)
- 베이비 온 보드 (2008)
- 타이라노사우러스 아즈테카 (2007)
- 스트립트 다운 (2006)
- 스타와 춤을 (2005)
- 도미노 (2005)
- 지미 키멜 라이브! (2003)
- 배트맨 비욘드: 더 무비 (1999)
- 고질라 - 애니메이션 시리즈 (1998)
- 마인드 스톰 (1996)
- 노 웨이 백 (1995)
- 웰컴 투 파라다이스 (1995)
- 사바테 (1994)
- 비버리힐즈의 아이들 (1990)
- 끝없는 사랑 (1981)